# The Rescue (filme de 1988)
The Rescue (Brasil: O Resgate) é um filme estadunidense de 1988, dos gêneros ação, drama e aventura, escrito por Michael J. Henderson, Jim Thomas e John Thomas, dirigido por Ferdinand Fairfax e produzido por Laura Ziskin.

## Sinopse
Militares norte-americanos são aprisionados durante missão secreta. O governo dos EUA nega ajuda e seus filhos, por conta própria, partem para o resgate.

## Elenco
- Kevin Dillon como J.J. Merrill
- Leon Russom como cap. Miller
- James Cromwell como almirante Rothman
- Edward Albert como comte. Merrill
- Ellen Barber como Virginia Phillips
- Timothy Carhart como tte. Phillips
- Anne E. Curry como Sybil Howard
- Ian Giatti como Bobby Howard
- Charles Haid como comte. Howard
- Christine Harnos como Adrian Phillips
- Sal Mazzotta como Dino
- Marc Price como Max Rothman
- Melvin Wong como Kim Song